# Русское солнце
«Русское солнце» — сольный альбом российского рок-музыканта Александра Ф. Скляра с песнями Александра Вертинского, записанный и выпущенный в 2012 году при участии концерна «Союз» к 120-летнему юбилею артиста.
Интересоваться творчеством Вертинского Скляр начал довольно давно с подачи своего друга и учителя Евгения Головина, примерно в 1998 году он впервые приступил к исполнению его песен, постепенно осваивая репертуар. «Вертинский сильно на меня повлиял. После того как я его стал профессионально перепевать, эта стихия стала невольно захватывать меня как самостоятельно действующего артиста, проецирующего некоторые воображаемые моменты его творчества на себя».
Запись проходила в Государственном центральном музее музыкальной культуры им. М. И. Глинки, помимо пятнадцати песен в трек-лист диска вошли также два стихотворения, прочитанные Анастасией Вертинской. Презентация альбома состоялась 5 ноября на сцене Московского международного Дома музыки, в этот же день состоялся официальный релиз альбома.

## Список композиций
Слова и музыка всех песен — написаны Александром Вертинским, кроме отмеченной..
| №                   | Название                    | Исполнение          | Длительность |
| ------------------- | --------------------------- | ------------------- | ------------ |
| 1.                  | «Танго Магнолия»            | А. Скляр            | 2:53         |
| 2.                  | «Джимми-пират»              | А. Скляр            | 3:23         |
| 3.                  | «Ракель Меллер»             | А. Скляр            | 4:05         |
| 4.                  | «Наши встречи» (В. Кривич)  | А. Скляр            | 2:34         |
| 5.                  | «Испано-сюиза»              | А. Скляр            | 3:19         |
| 6.                  | «Мадам, уже падают листья»  | А. Скляр            | 4:33         |
| 7.                  | «Дни бегут»                 | А. Скляр            | 3:53         |
| 8.                  | «Осень (Последний концерт)» | А. Вертинская       | 1:14         |
| 9.                  | «Прощальный ужин»           | А. Скляр            | 5:02         |
| 10.                 | «Дым без огня»              | А. Скляр            | 2:44         |
| 11.                 | «Сумасшедший шарманщик»     | А. Скляр            | 4:11         |
| 12.                 | «Концерт Сарасатэ»          | А. Скляр            | 3:45         |
| 13.                 | «Песенка о моей жене»       | А. Скляр            | 4:29         |
| 14.                 | «Жёлтый ангел»              | А. Скляр            | 4:58         |
| 15.                 | «Доченьки»                  | А. Скляр            | 5:27         |
| 16.                 | «Я всегда был за тех…»      | А. Вертинская       | 1:21         |
| 17.                 | «Палестинское танго»        | А. Скляр            | 3:16         |
| Общая длительность: | Общая длительность:         | Общая длительность: | 61:15        |

## Участники записи
- Александр Ф. Скляр — вокал, гитара;
- Александр Белоносов — рояль;
- Анастасия Вертинская — чтение стихов (8, 16);
- Алексей Рыславский — контрабас;
- Алексей Дулькевич — скрипка.

«Романтик-квартет» в составе:
- Сергей Асташонок — виолончель;
- Владислав Народицкий — скрипка;
- Михаил Болховитин — скрипка;
- Андрей Усов — альт.